# Le Sap-André

Le Sap-André este o comună în departamentul Orne, Franța. În 1 ianuarie 2022 avea o populație de 125 de locuitori.